# Doppelbudget
Als Doppelbudget (auch Doppelhaushalt oder Doppeletat) wird der Voranschlag einer Gebietskörperschaft bezeichnet, der nicht nur ein (Haushalts)jahr, sondern zwei (Haushalts)jahre umfasst. Bisweilen wird auch in größeren Unternehmen der Voranschlag solcherart vorgenommen.
In der Politik der letzten Jahre ist diese Art der Budgetierung in mehreren Ländern erfolgt, zum Beispiel in Sachsen-Anhalt, in Wien und in Tirol.
Der Zweck ist vor allem, den Behörden und den Unternehmen einerseits mehr Planungssicherheit zu geben, andererseits um kritische Diskussionen in einem bevorstehenden Wahlkampf zu vermeiden.